# 村瀬春樹
村瀬 春樹（むらせ はるき、1944年8月19日 - ）は、日本のエッセイスト。
神奈川県横浜市生まれ。1964年、早稲田大学政経学部新聞学科に入学し、独立プロダクションの反戦映画製作などに関わる。大学卒業後、1970年から、パートナーのゆみこ・ながい・むらせとともに吉祥寺でライブハウス「ぐゎらん堂」を主宰（ぐゎらん堂は1985年に閉店）。1979年、通信販売会社に入社。1980年にハウスハズバンド（主夫）となり、のちに『怪傑！ハウスハズバンド』（1984年）を刊行。住宅、家族等をテーマにエッセイを執筆。

## 著書
- 『誰か沖縄を知らないか』1970　三一新書
- 『怪傑!ハウスハズバンド』晶文社　1984
- 『パパはママを愛さない Love・dataにみる男のモンダイ』アルトマン・出版部　1991
- 『本気で家を建てるには』新潮社　1998　のち文庫
- 『おまるから始まる道具学 モノが語るヒトの歴史』2005　平凡社新書

## 共編著
- 『台所タッグマッチ! 「主夫」と「主婦」がいると食卓はどう変わるか?』ゆみこ・ながい・むらせ共著　大和書房　1987　おいしいlife ing…
- 『男のセクシュアリティを探る 目覚めよ男たち! アツアツ・トーク』村瀬幸浩共著　東研出版　1994　東研ブックレット シリーズ性を語る
- 『マンガでわかる家づくり 住宅探偵におまかせ!!』1-2 中尾佑次画 月刊ハウジング 編　講談社　1996-97
- 『マンガはじめての家づくり 住宅探偵におまかせ!!』中尾佑次画 月刊ハウジング編　講談社　1999
- 『家づくりの現場 マンガでわかる住宅業界 熱血棟梁!一平太が行く』みやぞえ郁雄画 日経ホームビルダー編　日経BP社 2002
- 『マンガ家づくりはじめに読む本 住宅探偵におまかせ!!』中尾佑次画　講談社　2002
- 『マンガ客の素顔 住宅戦線、異変あり! 熱血棟梁!一平太が行く』みやぞえ郁雄画 日経ホームビルダー編　日経BP社 2004